# Organización Mundial de Jóvenes Esperantistas
TEJO (en esperanto, Tutmonda Esperantista Junulara Organizo) es la Organización Mundial de Jóvenes Esperantistas. Fundada en 1938 bajo el nombre de Tutmonda Junular-Organizo (Organización Mundial de Jóvenes), cambiándose a su actual nombre en 1952. En 1956 se asocia a la Asociación Universal de Esperanto (UEA) como su rama juvenil. En 1971 las finanzas y administración de TEJO se integran completamente en la UEA.
Es una organización cultural, educativa, y político-lingüística que organiza encuentros, programas formativos, y otros usos de la lengua internacional esperanto. Defiende temas como la riqueza cultural de la diversidad lingüística, los derechos humanos aplicados a las lenguas minoritarias, y la comprensión mutua para el acceso fácil a contactos internacionales.
TEJO organiza cada año un Congreso Internacional de Jóvenes Esperantistas (Internacia Junulara Kongreso) en diferentes países de todo el mundo. Cada IJK dura aproximadamente una semana, e incluye conciertos, presentaciones, excursiones y ocio.
Organiza desde 1974 el servicio Pasporta Servo, que permite viajar por todo el mundo alojándose en casas de esperantistas que se hayan apuntado a la lista.
También publica la revista llamada Kontakto, para principiantes y jóvenes que están aprendiendo el idioma.